# Сочнев, Александр Иванович
Александр Иванович Сочнев (1 апреля 1925, Тюрикова, Уральская область — 20 февраля 2005, Мехонское, Курганская область) — председатель колхоза «Россия» Шатровского района Курганской области. Герой Социалистического Труда (1966). Депутат Верховного Совета СССР 7-го и 8-го созывов.

## Биография
Александр Иванович Сочнев родился 1 апреля 1925 года в крестьянской семье в деревне Тюриковой Красномыльского сельсовета Исетского района Шадринского округа Уральской области РСФСР, ныне деревня входит в Шадринский муниципальный округ Курганскую область.
Александр Сочнев после окончания в 1941 году семилетней школы работал прицепщиком, штурвальным на комбайне в сельхозартели «Волна».
С января 1942 года работал слесарем-наладчиком на Шадринском автоагрегатном заводе. Три месяца проработал с опытным наладчиком, а потом – самостоятельно. Через год имел 7-й (высший) разряд. Окончил Шадринский автомеханический техникум (ныне — Шадринский политехнический колледж). Работал на ШААЗе сменным, затем старшим мастером.
В 1952 году вступил в КПСС. 
С 1953 года работал механиком Мехонский МТС Мехонского района Курганской области. В 1959 году избран председателем колхоза «Россия», село Мехонское Мехонского района (с 1965 года — Шатровского района) Курганской области. Руководил этим предприятием до выхода на пенсию в 1985 году.
Указом Президиума Верховного Совета СССР от 23 июня 1966 года за успехи, достигнутые в увеличении производства и заготовок пшеницы, ржи, гречихи, риса, и других зерновых и кормовых культур и высокопроизводительном использовании техники удостоен звания Героя Социалистического Труда с вручением ордена Ленина и золотой медали «Серп и Молот».
Избирался депутатом Верховного Совета СССР 7-го и 8-го созывов (1966—1974), членом Шатровского райкома и Курганского обкома КПСС.
После выхода на пенсию в 1985 году проживал в селе Мехонском Шатровского района.
Александр Иванович Сочнев скончался 20 февраля 2005 года. Похоронен на кладбище села Мехонского Мехонского сельсовета Шатровского района Курганской области, ныне село входит в Шатровский муниципальный округ той же области.

## Награды
- Герой Социалистического Труда — указом Президиума Верховного Совета СССР от 23 июня 1966 года
  - Орден Ленина
  - Медаль «Серп и Молот»
- Орден Октябрьской Революции
- Медаль «За трудовую доблесть»
- Юбилейная медаль «За доблестный труд. В ознаменование 100-летия со дня рождения Владимира Ильича Ленина», 1970 год[3]
- Медаль «За освоение целинных земель»
- Заслуженный механизатор сельского хозяйства РСФСР
- Почётный гражданин Шатровского района, 25 ноября 2014 года[4][5][6]

## Память
- Улица Сочнева в селе Мехонском, ранее — улица Красных Орлов, на которой он проживал.
- Мемориальная доска установлена в 2005 году на доме где жил А.И. Сочнев, Курганская область, Шатровский муниципальный округ, село Мехонское, ул. Сочнева, <уточнить № дома?> в селе Мехонском Шатровского района Курганской области [7].

## Семья
Отец Иван Сочнев (1881—1942), родом из села Мехонского, был демобилизованным солдатом, служившим ещё с Первой мировой войны. Потом служил в Бологое в каретной мастерской столяром по ремонту гужевого транспорта. Демобилизовался он в 1922 году. С женой Анной Васильевной (урожд. Меркулаевой; 1887, д. Бабино, ныне Удомельский район Тверской области — ?), которая работала в веерном депо на станции «Бологое» они решили поехать на родину Ивана в Шадринский район. Но по пути, где-то на Урале были задержаны белогвардейцами. Ивана признали за красного разведчика, долго допрашивали и пытали. Потом отпустили. Так они добрались до Шадринска. В деревне Тюриковой под Шадринском у них родились четыре ребёнка: старшая дочь Валентина и три сына: Александр, Михаил, Николай.
Александр Сочнев был женат. В семье два сына: Евгений и Николай и дочь Татьяна Третьякова.